# Atanas Atanassow (Basketballspieler)
Atanas Wassilew Atanassow (bulgarisch Атанас Василев Атанасов; * 19. November 1935 in Plewen; † 3. September 2021) war ein bulgarischer Basketballspieler.

## Biografie
Atanas Atanassow begann seine Karriere beim BK Spartak Plewen und wechselte 1953 zu Lewski Sofia. Mit dem Klub aus der Hauptstadt wurde er 1969 bulgarischer Pokalsieger und Vizemeister. Danach war Atanassow in Sofia für Poschtenes aktiv.
Zwischen 1956 und 1975 gehörte Atanassow zur bulgarischen Nationalmannschaft. Mit ihr belegte er bei den Olympischen Sommerspielen 1956 in Melbourne den fünften Platz und wurde 1957 Vizeeuropameister. 1959 gehörte er zum bulgarischen Aufgebot bei der Weltmeisterschaft, wo das Team Siebter wurde. Bei den Olympischen Sommerspielen 1960 in Rom belegte Atanassow den 16. Platz und bei der Europameisterschaft 1961 gewann er mit Bronze seine zweite Medaille.